# Frederiksborg Amts Tidende
Frederiksborg Amts Tidende, grundlagt 1839, var et dansk dagblad, der blev udgivet frem til 1962.
Avisen var ejet og udgivet af bogtrykker J. G. Salomon, fra 1841 boghandler Johan Julius Vosbein, fra 1848 kæmner og boghandler Lauritz Krog samt bogtrykker Chr. A. Hanson fra 1849.

## Historie
I sine første år var avisen ikke særligt populær i Frederiksborg, blandt andet fordi avisen ikke havde bevilling til politisk stof, hvorfor indholdet var stærkt præget af annoncer og lignende. Avisen positionerende sig dog under Chr. Hanson gradvist som Nordsjællands ubetinget førende aviser og en af provinsens stærkeste. Gennem mange år tegnede den moderate højrepolitiker Lars Dinesen avisens politik, dog kun frem til 1890 da der kom til brydninger i partiet og avisen tog stilling mod Dinesen og hele forligspolitikken som medførte oprettelsen af et nyt højreblad. 
Hanson ydede ikke den nødvendige kapital eller arbejdsindsats, som havde konsekvenser for avisen, da Venstre samtidig var i rask fremgang og Frederiksborg Amts Tidende var stærkt svækket fra ca. 1900-1915. Efter 1915 var avisen med Asger Karstensen i spidsen blevet et hovedorgan for den nye demokratiske konservatisme og voksede samtidig under hans energiske ledelse. I 1950'erne var avisens økonomiske grundlag svækket.

## Navnevarianter
- Nordsjælland (1957-1962)
- Frederiksborg Amts Tidende (1839-1957)